# Carabus galicianus
Carabus galicianus es una especie de insecto adéfago del género Carabus, familia Carabidae. Fue descrita científicamente por Gory en 1839.
Habita en Portugal y España.